# Kelet-Finnország
| Kelet-Finnország címere                 |                                         |
| Statisztikai tartomány                  | FI-IS                                   |
| Székhely                                | Mikkeli                                 |
| Kormányzó                               | Pirjo Ala-Kapee                         |
| Történelmi tartományok                  | Karélia Savonia                         |
| Régiók                                  | Észak-Karélia Észak-Savonia Dél-Savonia |
| Terület - Összesen                      | 4. helyen 48 726 km²                    |
| Népesség - Összesen (2002) - Népsűrűség | 3. helyen 588 106 12,0 fő/ km²          |
| Kelet-Finnország                        |                                         |

Kelet-Finnország tartomány egyike volt Finnország tartományainak 1997 és 2009 között. Határai keleten Oroszország, nyugaton Nyugat-Finnország, délen Dél-Finnország, valamint északon Oulu tartomány voltak.
Kelet-Finnország Savonia és Karélia történelmi tartományok helyén jött létre. A tartomány címere ennek a két történelmi tartomány címerének összevonásából jött létre. 1997-ben a korábbi 12 tartományból 6-ot hoztak létre. Kelet-Finnország Mikkeli, Kuopio és Észak-Karélia tartományokból jött létre.
2010. január 1-jével Finnország tartományai megszűntek.

## Adminisztráció
Az Állami Tartományi Hivatal hét összevont helyi minisztériumi hatóságból áll. A hivatali városok a következők: Mikkeli, Joensuu, Kuopio.

## Régiók
Kelet-Finnország 3 régióból tevődött össze:
- Észak-Karélia (Pohjois-Karjala/ Norra Karelen)
- Észak-Szavónia (Pohjois-Savo/ Norra Savolax)
- Dél-Szavónia (Etelä-Savo/ Södra Savolax)

Kelet-Finnországban 66 település található.

## Lásd még
- Főbb finn városok
- Finn települések listája
- Finnország régiói
- Finnország történelmi tartományai
- Finnország